# Широке (Баштанський район)
Широке — селище в Україні, у Баштанському районі Миколаївської області. Адміністративний центр Широківської сільської громади. Населення становить 779 осіб.

## Населення

### Мова
Розподіл населення за рідною мовою за даними перепису 2001 року:
| Мова            | Кількість | Відсоток |
| --------------- | --------- | -------- |
| українська      | 714       | 91.66%   |
| російська       | 47        | 6.03%    |
| румунська       | 12        | 1.54%    |
| білоруська      | 1         | 0.13%    |
| інші/не вказали | 5         | 0.64%    |
| Усього          | 779       | 100%     |

## Постаті
В боях за селище в часи російсько-української війни 2022—2023 рр загинув герой із Львівщини Желізник Роман Ярославович 2001 р.н.